# Controllo termico dei veicoli spaziali
Nel progetto di satelliti artificiali e di veicoli spaziali, il sistema di controllo termico o TCS (dall'inglese Thermal Control System) ha la funzione di mantenere tutte le parti del satellite entro intervalli di temperatura accettabili durante tutte le fasi della missione, resistendo all'ambiente esterno che può variare moltissimo a seconda se il satellite è esposto allo spazio profondo o a flussi solari o planetari, e di rigettare verso lo spazio il calore prodotto dalla dissipazione del satellite stesso.

## Descrizione
Il controllo termico è essenziale per garantire le prestazioni ottimali ed il successo della missione, perché se un componente raggiunge una temperatura troppo alta o troppo bassa può essere danneggiato o può subire malfunzionamenti. Il controllo termico è necessario anche per mantenere componenti specifici (come sensori ottici, orologi atomici, eccetera) entro un determinato requisito di stabilità termica, per assicurarsi che abbiano le migliori prestazioni possibili.
Il controllo termico può comprendere componenti attivi o passivi e lavora in due modi:
- protegge gli equipaggiamenti da temperature troppo alte, o attraverso l'isolamento termico dalle sorgenti esterne di calore (come il sole o il flusso planetario infrarosso o albedo) o attraverso la rimozione del calore prodotto da sorgenti interne (come il calore dissipato dagli equipaggiamenti elettronici).
- protegge gli equipaggiamenti da temperature troppo basse, attraverso l'isolamento dall'ambiente esterno freddo, l'assorbimento di calore da fonti esterne o dal calore prodotto da fonti interne.

I componenti del controllo termico passivo o PTCS (Passive Thermal Control System) comprendono:
- multi-layer insulation (MLI), che protegge il satellite da eccessivo riscaldamento solare o planetario così come da eccessivo raffreddamento quando esposto allo spazio profondo
- trattamenti superficiali che modificano le proprietà termo-ottiche delle superfici esterne
- filler termici che migliorano l'accoppiamento termico a determinate interfacce (per esempio sul cammino termico tra un'unità elettronica e il suo radiatore)
- rondelle termiche che riducono l'accoppiamento termico a determinate interfacce
- doubler termici che distribuiscono il calore dissipato dalle unità sulla superficie del radiatore
- specchietti, noti come SSM (secondary surface mirrors) o OSR (optical solar reflectors) che migliorano la capacità di rigettare calore dei radiatori esterni e allo stesso tempo riducono l'assorbimento di eventuali flussi solari
- unità riscaldanti a radioisotopi, note come RHU (radioisotope heater unit), usate da alcune missioni planetarie o di esplorazione spaziale per produrre e immagazziinare potenza elettrica per scopi termici

I componenti del controllo termico attivo o ATCS (Active Thermal Control System) comprendono:
- riscaldatori elettrici controllati termostaticamente per mantenere la temperatura delle unità al di sopra del suo limite inferiore durante le fasi fredde della missione
- circuiti a fluido per trasferire ai radiatori il calore dissipato dagli equipaggiamenti. Possono essere:
  - circuiti monofase, controllati da una pompa
  - circuiti bifase, composti da heat pipe (HP), loop heat pipe (LHP) o capillary pumped loops (CPL)
- louver (che cambiano la capacità di rigettare calore in funzione della temperatura)
- raffreddatori termoelettrici a effetto Peltier

## Eventi
Il più importante evento nel campo del controllo termico e ambientale è l'International Conference on Environmental Systems, organizzato ogni anno dall'AIAA.